# Geelrugdikbek
De geelrugdikbek (Mycerobas affinis) is een zangvogel uit de familie Fringillidae (vinkachtigen).

## Verspreiding en leefgebied
Deze soort komt voor in de bergen van noordelijk Pakistan tot zuidoostelijk Tibet, noordoostelijk Myanmar en centraal China.